# مون‌پلیه (مریلند)
مون‌پلیه (به انگلیسی: Montpelier) یک منطقهٔ مسکونی در ایالات متحده آمریکا است که در مریلند واقع شده‌است.